# Kegaska Airport
Kegaska Airport är en flygplats i Kanada.   Den ligger i regionen Côte-Nord och provinsen Québec, i den östra delen av landet, 1 200 km öster om huvudstaden Ottawa. Kegaska Airport ligger 10 meter över havet.
Terrängen runt Kegaska Airport är platt. Havet är nära Kegaska Airport söderut. Trakten är glest befolkad. Närmaste större samhälle är Kegaska, 1,4 km söder om Kegaska Airport. 